# Ngựa Cob

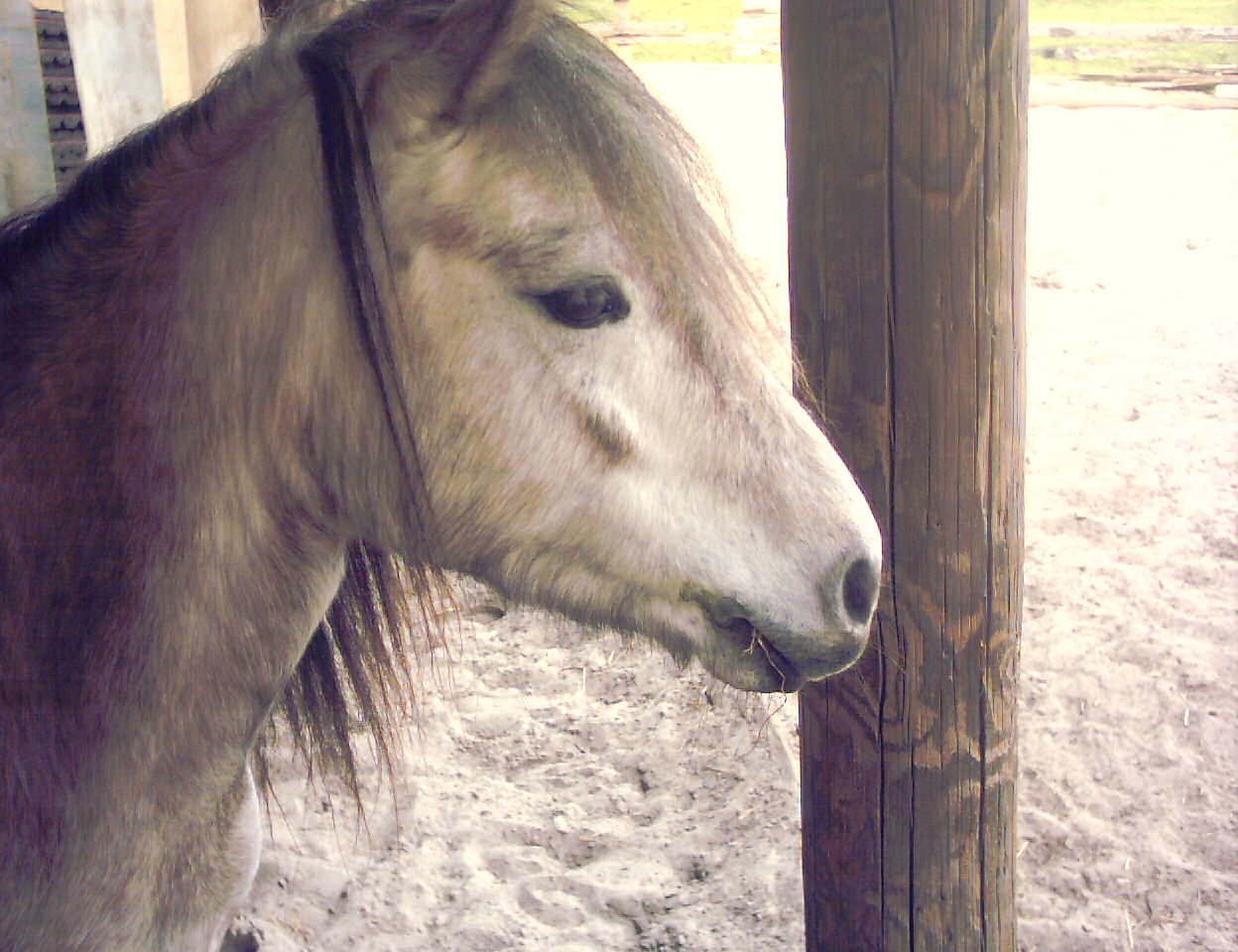
Một con ngựa Cob

Ngựa Cob là một giống ngựa nhỏ, thường là loại có màu đen, hoặc xám với xương chắc khỏe, khớp lớn và bố trí ổn định, nó được là một loại hình cơ thể của con ngựa chứ không phải là một giống ngựa cụ thể. 

## Đại cương
Trong lịch sử, ở Vương quốc Anh, và ở một mức độ thấp hơn, phía đông Hoa Kỳ, một con ngựa Cob có thể là một con ngựa thường được sử dụng cho việc kéo xe hàng ngày. Thuật ngữ này tiếp tục được sử dụng rộng rãi để mô tả loại ngựa ở Vương quốc Anh, nhưng kém hơn ở Bắc Mỹ. Tại Hoa Kỳ, các thuật ngữ cob là chủ yếu được sử dụng để mô tả các con ngựa Welsh cob, và trong các kích thước của dây cương cho ngựa, chỉ định một kích thước nhỏ hơn sẽ phù hợp với không chỉ các con ngựa Welsh, nhưng cũng có nhiều con ngựa như ngựa Morgan, ngựa Ả rập, một số ngựa Mỹ và những con ngựa khác với ngắn, đầu hình tam giác.

## Đặc điểm
Nói chung, ngựa cob khá lớn, khi chúng đứng cao đến 58 inches (147 cm) hoặc cao hơn, nhưng là tương đối nhỏ và gọn, thường là với đôi chân hơi ngắn. Các giống ngựa ngày nay được gọi là có nguồn gốc từ ngựa Welsh minh họa cho việc xây dựng cổ điển của lịch sử. Sử dụng phổ biến của ngựa cob bao gồm kéo xe và cưỡi giải trí. Giống này đã trở nên ngày càng phổ biến cho cưỡi ngựa cho các Hiệp hội người tàn tật (RDA), cũng như cho những tay đua người tìm kiếm ngựa người được đáp ứng nhưng với một tính khí bình tĩnh, tầm vóc ngắn hơn và ổn định, dáng đi thoải mái.
Ở Vương quốc Anh, chúng được giám sát bởi các chương trình Hiệp hội ngựa Anh (BSHA), Chúng được được đăng ký trong ba đơn vị: trọng lượng nhẹ (tối thiểu 8½ "xương), nặng (tối thiểu 9" xương), hoặc Cob tối đa vượt quá 155 cm. Các lớp được thể hiện cũng có một sự cố tương tự: 
- Ngựa nhẹ Cob: ngựa hoặc ngựa bị thiến 4 tuổi trở lên, vượt 148 cms, nhưng không quá 155 cm, có khả năng mang tới 14 tấn (196 pounds (89 kg))
- Ngựa năng Cob: ngựa hoặc ngựa bị thiến 4 tuổi trở lên, vượt 148 cms, nhưng không quá 155 cm, có khả năng chở hơn 14 khối đá.
- Ngựa cực đại Cob vượt quá 155 cm: được đánh giá, phải chú ý đặc biệt đến gõ (động vật chân ngắn tức là loại Cob).